# تحصیل جهنگ
تحصیل جهنگ (به انگلیسی: Jhang Tehsil) یک تحصیل در پاکستان است که در ناحیه جهنگ واقع شده‌است.